# Cali Challenger 2008
Il Cali Challenger 2008 è stato un torneo di tennis facente parte della categoria ATP Challenger Series nell'ambito dell'ATP Challenger Series 2008. Il torneo si è giocato a Cali in Colombia dal 27 ottobre al 2 novembre 2008 su campi in terra rossa e aveva un montepremi di $125 000+H.

## Vincitori

### Singolare
Daniel Köllerer ha battuto in finale  Paul Capdeville con il punteggio di 6–4, 6–3

### Doppio
Daniel Köllerer /  Boris Pašanski hanno battuto in finale  Diego Junqueira /  Peter Luczak con il punteggio di 6(4)–7, 6–4, [10–4]